# ラクライ (ロックバンド)
ラクライ (rakurai) は、日本のロックバンド。ピアノロックトリオ。

## メンバー
メンバーの詳細は当該項目を参照
```
* 
太陽
 MONKEYDASH （メイン
ボーカル
、
コーラス
、
ピアノ
、
作詞
、
作曲
、コーラス、
イラスト
、デザイン全般）
```

```
* 
毛利泰士
 Office Intenzio （
ベース
、
ボーカル
、コーラス、アレンジ）
```

```
* 
赤間慎
 MONKEYDASH （
ドラムス
、
ボーカル
、コーラス）
```

## 経緯
- 2005年 結成
- 2008年 映画「Happyダーツ」音楽担当
- 2008年 1stアルバム発売
- 2010年 4月、NHK BS1ドキュメンタリー番組「関口知宏のOnly1」主題歌に「MagicHand」が採用 パイロット版は同年1月NHK BS1とNHK総合テレビジョンにて放送
- 2016年 2ndアルバム発売

### シングル
1. 2007年 ハタラク/最後の王様
2. 2008年 PLASMASICK LIVE会場限定発売 限定500枚(販売終了)
3. 2011年 ヒカリ/奇跡を呼ぶ男（チャリティーCD)

### アルバム
1. 2008年 Brave Star 2008年11月07日発売 mrcd-rr003
2. 2016年 SKY RIDER  2016年10月23日発売 mrcd-rr005

### ビデオ/DVD
1. 2006年 楽男 ワンマンLIVE DVD 限定100枚 (販売終了)
2. 2007年 宝島 5.1ch ワンマンLIVE DVD 限定100枚 (販売終了)

## 映画音楽
- Happyダーツ（2008年11月） -  劇中音楽担当。[1][2]

Amazonプライムビデオで放映中
DVDあり
監督:松梨智子
メディア形式:色, ドルビー, ワイドスクリーン
時間1時間26分
発売日:2009/4/8
出演:辺見えみり, 佐藤仁美, 加藤和樹, 森泉, 新田恵利
言語:日本語 (Dolby Digital 2.0 Stereo)
販売元:キングレコード
型番:KIBF-1930
ASIN:B001OZDZUC

## TV音楽
- 関口知宏のONLY1（2010年1月パイロット版、4月〜本放送開始） - 主題歌及び挿入曲「MagicHand」

NHKアーカイブスにて1エピソードを無料放送中 楽曲は00:52〜

## 映像関連
『ハタラク』MusicVideoを映画・映像の総合校、東京フィルムセンタースクールオブアート専門学校（現在は東京俳優・映画&放送専門学校）のカリキュラムとして、講師であった映像監督・江戸洋史、パントマイミスト・まあさ、上記学生達との共同制作。完成後、全国各地の自動車教習所オンラインビジョンで放映し、新音楽端末（タッチパネル新世代端末）新作発表時に幕張メッセにて放映。現在、映像はラクライYouTubeチャンネルや当時学生だった映像監督の布江剛士のディレクション作品リストでも確認できる。

## エピソード
2007年のライブで、ライブハウス大岡山ピークワンをレコーディング・スタジオに改造。インディーズ初の5.1ch DVDを収録。現在入手不可。スタッフのことはスッタフと呼ぶ。メンバーの仲がとても良く、愛称で呼び合っている。

## スタッフ(すったふ)
- ラクライのスタッフは「すったふ」と呼ばれている。
- マネジメント他全般は同事務所代表で画家のpenpengaが担当し、太陽と共にデザイナーとしても関わっている。
- 物販コラボ：クラフトユニットLOCALOHAとレザーアーティストのイロドリクラフトとコラボしてさまざまなアイテムを取り扱っている。

## オンライン地下ショップ
- 2024年2月にリニューアルし、関係アーティストのグッズも取り扱い開始。
- 事務所MONKEYDASHの看板猫のにじまるが店長。